# Rio Basa
O Rio Basa é um rio da Romênia afluente do Rio Cernatu, localizado no distrito de Argeş.